# پایگاه نیروی هوایی نورتون
پایگاه نیروی هوایی نورتون (انگلیسی: Norton Air Force Base) پایگاه نظامی متعلق به نیروی هوایی ایالات متحده بود که در سن برناردینو، کالیفرنیا قرار داشت.